# Cybaeodamus
Cybaeodamus es un género de arañas cazadoras de hormigas del orden Araneae. Fue descrito por Cândido Firmino de Mello-Leitão en 1938.

## Especies
- C. brescoviti Lise, Ott y Rodrigues, 2009
- C. enigmaticus (Mello-Leitão, 1939)
- C. lentiginosus (Simon, 1905)
- C. lycosoides (Nicolet, 1849)
- C. meridionalis Lise, Ott y Rodrigues, 2009
- C. ornatus Mello-Leitão, 1938
- C. taim Lise, Ott y Rodrigues, 2009
- C. tocantins Lise, Ott y Rodrigues, 2009